# Mazateken
De Mazateken zijn een volk in Mexico.
Ze noemen zichzelf ' ha shuta enima ', wat in hun taal betekent: 'wij arbeiders van de heuvels, nederig, mensen van gewoonte'. Rond het jaar 890 kwamen de Nonoalken in de regio aan. Hun hoofdstad, Matza-apatl of Mazatlán, gaf hun de naam 'Mazateken', dat in het Nahuatl 'mensen van het hert' betekent.

## Woongebied
Vandaag leven de Mazateken in het noordelijke deel van de staat Oaxaca en in enkele plaatsen in het zuiden van Veracruz. Hun gebied wordt verdeeld in twee verschillende regio's; zowel geografisch als cultureel: de hooglanden, op de hellingen van de oostelijke Sierra Madre, op hoogtes tussen 1200 en 2500 meter boven het zeeniveau, en de laaglanden, in het dal van de Río Papaloapan.
In de hooglanden zijn er geen grote rivieren en het klimaat is er gematigd, met gebieden die koud en mistig zijn en met hevige regenval in de zomer. De laaglanden worden geïrrigeerd door de Papaloapan en het klimaat is er over het algemeen warm.

## Plaatsen
De voornaamste Mazateekse steden zijn: Teotitlán de Flores Magón, Santa Cruz Acatepec, Santa Ana Ateixtlahuaca, San Bartolomé Ayutla, San Juan Coatzaspam, Santa María Magdalena Chichotla, San Lorenzo Cuahnecuiltitla, San Mateo Eloxochitlán de Flores Magón en San Francisco Huehuetlán.